# Aiguille du Moine
L'Aiguille du Moine (3.412 m s.l.m.) è una montagna della Catena dell'Aiguille Verte nel Massiccio del Monte Bianco.

## Caratteristiche
La montagna si trova lungo la cresta che partendo dall'Aiguille Verte scende verso sud.

## Salita alla vetta

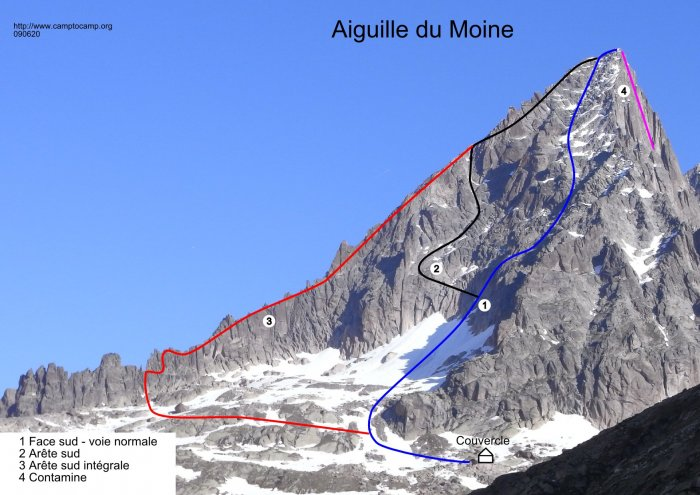
Indicazione delle principali vie di salita alla vetta.

La vetta è stata raggiunta per la prima volta il 22 settembre 1871 dal gruppo composto da Isabella Straton e Emmeline Lewis Lloyd con le guide di Chamonix Joseph Simond e Jean-Estéril Charlet.
La via normale di salita alla vetta parte dal Refuge du Couvercle e si sviluppa lungo il versante sud.